# Golowkin (Adelsgeschlecht)

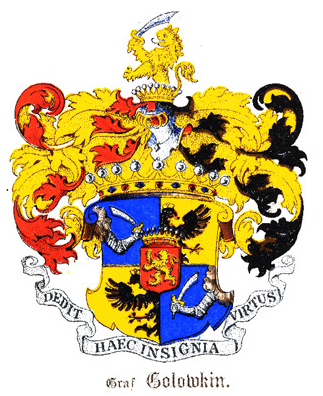
Wappen der Grafen Golowkin

Golowkin (russisch Головкины) ist der Name eines erloschenen russischen Adelsgeschlechts.

## Geschichte
Das Geschlecht stammt aus Kleinrussland. Mit den Brüdern Anissim und Nikifor (beide † nach 1453) beginnt die gesicherte Stammlinie der Familie. Iwan Iwanowitsch Golowkin erhielt 1689 den Titel Okolnichy und 1692 den als Bojar. Sein Sohn Gabriel Iwanowitsch Golowkin (1660–1734) wurde am 1. Mai 1707 in Wien mit Wappenbestätigung und der Anrede „Hoch- und Wohlgeboren“ in den Grafenstand erhoben. Im Juli 1709 folgte für ihn die Ernennung zum russischen Grafen. Er erhielt 1711 das livländische Indigenat und wurde 1743 (sub Nr. 92) sowie 1745 und 1747 (sub Nr. 115) in die Livländische Ritterschaft immatrikuliert. Juri Alexandrowitsch Golowkin (1762–1846) wurde am 21. März 1803 (sub Nr. 254) in die Kurländische Ritterschaft immatrikuliert. Mit ihm ist der Mannesstamm der Familie erloschen. Seine Tochter Natalia Jurjewna Golowkina (1787–1860) heiratete 1801 Alexander Nikolajewitsch Saltykow (1775–1837) und erhielt durch kaiserlichen Ukas am 6. April 1848 die Berechtigung zur Führung des Namens Fürstin Saltykow-Golowkin. Ihre Nachkommen erbten die Golowkin-Ländereien und führten diesen Namen Saltykow-Golowkin fort.

## Angehörige
- Gabriel Iwanowitsch Golowkin (1660–1734), russischer Kanzler
- Alexander Gawrilowitsch Golowkin (1688–1760), russischer Diplomat, Ritter des Schwarzen Adlerordens
- Juri Alexandrowitsch Golowkin (1762–1846), russischer Diplomat und Botschafter

## Wappen
Das Stammwappen zeigte in Rot einen goldenen Löwen mit gold-begrifftenen Schwert in der rechten Pranke. Auf dem Helm mit rot-goldenen Decken der Löwe wachsend.
Das gräfliche Wappen ist geviert mit gräflich gekröntem rotem Herzschild, darin ein doppelschweifiger goldener Löwe. Die Felder 1 und 4 in Blau ein aus dem Außenrand aus silbergrauer Wolke hervorgehender, silbergeharnischter Arme einen Türkensäbel mit Goldgriff schwingend. Die Felder 2 und 3 in Gold 1/3 kaiserlich gekrönter schwarzer goldbewehrter Adler am Spalt. Auf dem Schild die Grafenkrone, besetzt mit gräflich gekröntem Helm mit rot-goldenen und schwarz-goldenen Decken aus dem ein doppelschweifiger goldener Löwe, den Säbel in der Rechten schwingend wächst. Wahlspruch: Dedit haec insignia virtus.